# لارون ديندي
لارون ديندي (بالإنجليزية: LaRon Dendy)‏ مواليد 18 ديسمبر 1988 في غرينفيل، هو لاعب كرة سلة أمريكي. بدأ مسيرته الاحترافية في سنة 2012. يحمل الرقم 1. يبلغ طوله 6 قدم 9 بوصة (2.1 م). لعب مع نادي داروشافاكا لكرة السلة في الدوري التركي لكرة السلة.

## روابط خارجية
- لارون ديندي على موقع كرة السلة الأوروبية.كوم (الإنجليزية)
- لارون ديندي على موقع كلية كرة السلة في سبورتس رفرنس.كوم (الإنجليزية)
- لارون ديندي على موقع ريلجم (الإنجليزية)
- لارون ديندي على موقع بروبوليرز (الإنجليزية)
- لارون ديندي على موقع سبورتس رفرنس (الإنجليزية)